# Aarón Galindo
Aarón Galindo Rubio (Mexico-Stad, 8 mei 1982) is een Mexicaans voetballer die sinds juni 2013 onder contract staat bij de Mexicaanse voetbalclub Deportivo Toluca FC.

## Carrière
Galindo begon op zesjarige leeftijd al met voetballen bij de Mexicaanse voetbalclub Cruz Azul en doorliep de jeugdopleiding. Uiteindelijk maakt hij zijn debuut in het eerste team in de zomer van 2002. Galindo was een belangrijke speler in het Mexicaans voetbalelftal .
Hij heeft gespeeld bij Mexico onder 23 op de Olympische Zomerspelen 2004. Op de FIFA Confederations Cup 2005 werd Galindo alsmede zijn teamgenoot Salvador Carmona betrapt op dopinggebruik en werd hij door de FIFA voor één jaar geschorst. Galindo miste hierdoor het wereldkampioenschap voetbal 2006. In 2009 speelde hij zijn laatste interland. Op dat moment stond Galindo onder contract bij CD Guadalajara; vervolgens speelde hij tussen 2011 en 2014 bij Santos Laguna. Gedurende de Liga MX 2013/14 leende Santos Laguna hem uit aan Deportivo Toluca, dat hem na afloop van dat seizoen definitief overnam.